# Carole Landis
Pour les articles homonymes, voir Landis.
Carole Landis (née Frances Lillian Mary Ridste) est une actrice américaine née le 1er janvier 1919 à Fairchild dans le Wisconsin et morte le 5 juillet 1948 à Pacific Palisades en Californie.

## Biographie

### Jeunesse
Carole Landis, de son vrai nom Frances Lillian Mary Ridste, naît le 1er janvier 1919 à Fairchild, dans le Wisconsin. Son père, Alfred Ridste, Norvégien, travaille sur les chemins de fer, et sa mère, Clara Stendek Ridste, est Polonaise. Ils se séparent alors qu'elle est encore bébé. Elle a un grand frère et une grande sœur qui sont de faux jumeaux, Dorothy et Lawrence, nés en 1917.
Elle prend le prénom de Carole par admiration pour l’actrice Carole Lombard (1908-1942).
Elle commence sa carrière en 1937 comme chorus girl (équivalent d’une figurante) et son nom n’est donc jamais cité au générique. Elle sort de l'ombre en 1939, quand elle obtient un second rôle dans le western Three Texas Steers, dont John Wayne est la tête d’affiche. Elle joue le personnage de Nancy Evans. Elle n'y acquiert pas une grande notoriété.

### Carrière
C'est en 1940 que Hal Roach lui offre la chance de se distinguer dans le film britannique One Million B.C. où elle joue aux côtés de Victor Mature et Lon Chaney Jr.. Hal Roach la prend sous son aile et elle joue dans son film suivant, Turnabout, avec Adolphe Menjou. C’est un immense succès, au point qu’Edward Dmytryk l’engage pour son film à sensation Mystery Sea Raider où elle tient le rôle principal.
Son charme opère malgré son jeune âge (elle n'a alors que 21 ans) et elle devient rapidement une valeur sûre du box-office. En 1941, elle jouera dans des films comme Road Show d’Hal Roach avec Adolphe Menjou, Le Retour de Topper avec Roland Young et Joan Blondell dans le rôle du fantôme, Soirs de Miami avec Betty Grable et Robert Cummings ou encore Cadet Girl avec George Montgomery.
Mais le 16 janvier 1942, alors que A Gentleman At Heart, où elle joue, sort en avant-première, son idole Carole Lombard décède accidentellement dans un accident d'avion à l'âge de 33 ans.
Carole Landis est très affectée par cette disparition et sa vie privée devient chaotique. Elle poursuit néanmoins sa carrière et tourne notamment dans Mon amie Sally (1942) avec Rita Hayworth, Manila Calling avec Cornel Wilde, Les Saboteurs (1944) avec Pat O'Brien, Scandale à Paris de Douglas Sirk avec George Sanders. Son dernier film sera Bass Monkey en 1948.

### Vie privée
Carole Landis se maria à cinq reprises mais n’eut aucun enfant, car elle était stérile. Elle fut mariée avec :
- Irving Wheeler du 14 janvier 1934 jusqu’en février 1934 (annulation) puis du 2 août 1934 jusqu’en 1939 ;
- Willis Hunt Jr. du 4 juillet au 13 novembre 1940 ;
- le Capt. Thomas C. Wallace du 5 janvier 1943 au 19 juillet 1945 ;
- W. Horace Schmidlapp du 8 décembre 1945 au 5 juillet 1948, jour de sa mort. Le couple était en instance de divorce depuis le mois de mars.

Carole Landis souffrait beaucoup de ne pouvoir être mère en raison de sa stérilité. Elle fut sujette à de nombreux problèmes de santé, qu'on peut en partie imputer à son instabilité psychologique : problèmes cardiaques, dysenterie, malaria, pneumonie et dépression.
En 1947, Carole Landis eut une liaison avec Rex Harrison. Son suicide le 5 juillet 1948 à Pacific Palisades, en Californie, serait la conséquence du refus de l'acteur de quitter sa femme Lilli Palmer.

## Filmographie sélective
- 1936 : En parade (Gold Diggers of 1937) de Lloyd Bacon
- 1937 : Une étoile est née (A Star Is Born) de William A. Wellman
- 1937 : Fly Away Baby (Police Judiciaire) de Frank McDonald
- 1937 : A Day at the Races (Un jour aux courses) de Sam Wood
- 1938 : Un meurtre sans importance (A Slight Case of Murder) de Lloyd Bacon
- 1938 : Chercheuses d'or à Paris (Gold Diggers in Paris) de Ray Enright
- 1938 : Quatre au paradis (Four's a Crowd) de Michael Curtiz
- 1938 : Le Vantard (Boy Meets Girl) de Lloyd Bacon
- 1939 : Les Trois Diables rouges (Daredevils of the red circle) de William Witney et John English
- 1939 : La Loi des rancheros (Cowboys from Texas) de George Sherman
- 1940 : Tumak, fils de la jungle (One million B. C.) de Hal Roach et Hal Roach Jr.
- 1940 : Changeons de sexe (Turnabout) de Hal Roach
- 1940 : Mystery Sea Raider d'Edward Dmytryk
- 1941 : Le Retour de Topper (Topper Returns) de Roy Del Ruth
- 1941 : Soirs de Miami (Moon over Miami) de Walter Lang
- 1941 : Histoire de fous (Road Show) de Hal Roach
- 1941 : Cadet Girl de Ray McCarey
- 1941 : Dance Hall de Irving Pichel
- 1941 : Qui a tué Vicky Lynn ? (I Wake up Screaming) de H. Bruce Humberstone
- 1942 : Ce que femme veut (Orchestra Wives) de Archie Mayo
- 1942 : A Gentleman at Heart de Ray McCarey
- 1942 : Mon amie Sally (My Gal Sal) de Irving Cummings
- 1942 : Manilla Calling (Attaque sur Manille) de Herbert I. Leeds
- 1942 : The Powers Girl (L'Irresistible Miss Kay) de Norman Z. McLeod
- 1943 : Wintertime de John Brahm
- 1944 : Four Jills in a Jeep de William A. Seiter
- 1944 : Les Saboteurs (Secret Command) de A. Edward Sutherland
- 1945 : Having Wonderful Crime de A. Edward Sutherland
- 1945 : Behind Green Lights de Otto Brower
- 1946 : Scandale à Paris (A Scandal in Paris) de Douglas Sirk
- 1946 : It Shouldn't Happen to a Dog de Herbert I. Leeds
- 1947 : Out of the Blue de Leigh Jason
- 1948 : Noose de Edmond T. Gréville
- 1948 : Brass Monkey de Thornton Freeland